# Gil Wielki
Gil Wielki – kolonia w Polsce położona w województwie warmińsko-mazurskim, w powiecie ostródzkim, w gminie Miłomłyn pomiędzy jeziorami Gil Wielki i Gil Mały.
Jest to jedna z najmniejszych wsi w Polsce. Na stałe zameldowanych jest 3 mieszkańców. Wieś składa się z 2 budynków murowanych. 
W latach 1975–1998 miejscowość administracyjnie należała do województwa olsztyńskiego.